# Hlinné (Vranov nad Topľou)
Hlinné (ungarisch Agyagospatak – bis 1907 Agyagos) ist eine Gemeinde im Osten der Slowakei mit 1917 Einwohnern (Stand 31. Dezember 2024), die zum Okres Vranov nad Topľou, einem Teil des Prešovský kraj gehört und zur traditionellen Landschaft Zemplín gezählt wird.

## Geographie
Die Gemeinde befindet sich im Tal der Topľa unter dem Gebirge Slanské vrchy auf einer Höhe von 152 m n.m. und ist 12 Kilometer nordwestlich von Vranov nad Topľou entfernt. Der Bach Hrabovec mündet im Ort in die Topľa.

## Geschichte

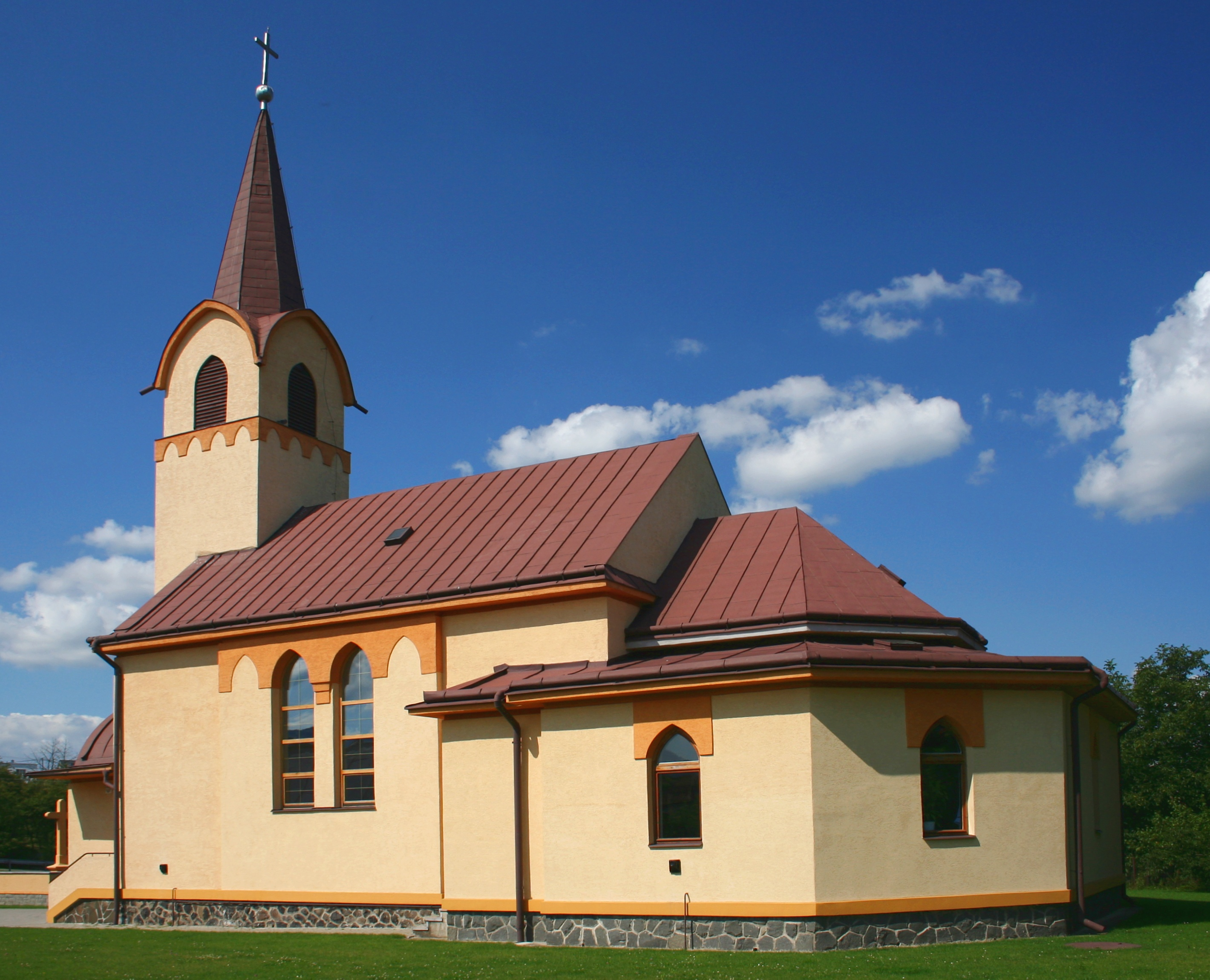
Kirche im Ort

Hlinné wurde zum ersten Mal 1333 schriftlich erwähnt. Eine Mühle entstand im 15. Jahrhundert, wahrscheinlich auch eine Kirche und der Ort gehörte zum Herrschaftsgebiet der Burg Čičava. 1828 sind 77 Häuser und 593 Einwohner verzeichnet und war ein landwirtschaftliches Dorf.

## Bevölkerung
| Jahr                | 1994 | 2004     | 2014     | 2024    |
| ------------------- | ---- | -------- | -------- | ------- |
| Anzahl der Personen | 1453 | 1642     | 1824     | 1917    |
| Unterschied         |      | +13,00 % | +11,08 % | +5,09 % |

| Jahr                | 2023 | 2024    |
| ------------------- | ---- | ------- |
| Anzahl der Personen | 1907 | 1917    |
| Unterschied         |      | +0,52 % |

Ergebnisse nach der Volkszählung 2001 (1548 Einwohner):
| Nach Ethnie: - 77,78 % Slowaken - 21,51 % Roma - 0,39 % Tschechen | Nach Konfession: - 56,78 % griechisch-katholisch - 29,52 % römisch-katholisch - 8,91 % evangelisch |

## Bauwerke
- griechisch-katholische Kirche im barock-klassizistischen Stil Himmelfahrt Mariä aus dem Jahr 1794
- römisch-katholische Kirche des Erzmärtyrers Stephanus aus dem Jahr 1940
- evangelische Kirche aus dem Jahr 2001, an der Stelle eines Holzglockenturms erbaut